# JC Gonzalez
 (décembre 2022).
Si vous disposez d'ouvrages ou d'articles de référence ou si vous connaissez des sites web de qualité traitant du thème abordé ici, merci de compléter l'article en donnant les références utiles à sa vérifiabilité et en les liant à la section « Notes et références ».
Juan Camilo Gonzalez, connu professionnellement sous le nom de JC Gonzalez, né le 8 mars 1990 à Bogota en Colombie est un acteur et auteur-compositeur-interprète colombien. Sa carrière a débuté en 2009, lorsqu'il a participé à des publicités télévisées au Texas. Gonzalez a été candidat à Making Menudo, une émission de télé-réalité de MTV pour laquelle ils ont sélectionné vingt-cinq chanteurs bilingues. Gonzalez a fait des apparitions dans le cinéma et la télévision dans des séries telles que Parks and Recreation et Los Americans. Gonzalez a également fait des apparitions pour des chaînes de  télévision telles que Disney, ABC, NBC et MTV.

## Jeunesse
Gonzalez est né à Bogota, en Colombie. Il est l'aîné de ses frères, Silvia Carolina et Daniel Eduardo qui est le plus jeune d'entre eux. Bien que venant d'un milieu non musical, il a toujours montré un grand intérêt pour le jeu, le chant et la musique. Gonzalez a été classé comme un enfant hyperactif et a de ce fait mérité le surnom de "terremoto" ( tremblement de terre ). Sa formation académique a débuté à la maternelle de Los Caobos Gymnasium à Bogota en Colombie, où il a commencé ses premières incursions dans différentes activités musicales et théâtrales. Gonzalez et sa famille se sont ensuite installés à Houston, Texas, aux États-Unis, dans le but de recevoir un traitement médical dans le Texas Medical Center de Houston pour Daniel Eduardo, son frère, qui est né avec un syndrome clinique rare appelé Congenita Arthrogrypose Multiple (CAM) ou tout simplement Arthrogrypose. Dans une interview avec El Espectador, le chanteur a dit que le fait d'être Colombien et de grandir aux États-Unis lui a donné l'occasion d'apprendre deux cultures. Pour Gonzalez, il est très important de raconter des histoires à travers ses paroles et le fait d’avoir le mélange de ces deux cultures et de pouvoir chanter en deux langues facilite ce processus.
Au cours de ses études primaires et secondaires, Gonzalez a joué au football et au football américain. Toute cette énergie et ce style de vie ont amené Gonzalez à apprendre l’éthique et la morale tant dans la vie que dans le travail. A un très jeune âge, Gonzalez a commencé à couper de l’herbe, à laver des voitures et à s’occuper des enfants de son quartier. Pour son soutien à la communauté, il a commencé à recevoir de l'aide pour acheter ses uniformes et payer ses cours de natation afin d'obtenir un certificat de sauveteur. Plus tard, il s'est porté volontaire comme sauveteur à plusieurs endroits dans le comté de Fort Bend, au Texas. Au cours de sa préparation artistique, il a choisi de prendre des cours de théâtre à  plein temps à l'été 2006, avec l'entraîneur Chambers Stevens à Hollywood. Il a également participé à certains groupes de leur école locale et a excellé dans des jeux comme Once Upon a Mattress, Enfants d'Eden, Treasure Island, Les Meurtres de musique de comédie et I Hate Hamlet. Pendant ses années de lycée, il a reçu des cours de théâtre à Houston avec Deke Anderson. Il a également été danseur et a admiré des groupes latinos tels que Menudopendant pendant son adolescence. A l’école, Gonzalez a pratiqué plusieurs sports et a été un membre de l'équipe de football, excellant athlétiquement et venant participer aux championnats. Gonzalez est diplômé de son école, le Lycée Clements à Sugar Land, Texas le 5 juin 2009, et fait actuellement partie des étudiants avec un certain degré de reconnaissance qui sont passés par ce campus. Après le lycée, il a décidé d'étudier la psychologie à l’Université d'État de Californie, où il a également trouvé plus d'opportunités d'agir. Plus tard, Gonzalez a quitté l’université pour se concentrer davantage sur sa carrière musicale et artistique. Il a commencé des cours de théâtre avec l'entraîneur Diana Castle de La Vida Imaginaria, une académie de théâtre prestigieuse.

## Carrière

### Musique
Gonzalez fait partie des nouveaux artistes latino-américain à être reconnus internationalement. Son style, qui est un de mélange de hip-hop, de pop latine et de fusion de l'afropop a commencé à connaître un succès considérable en Amérique latine, l'associant généralement à la musique populaire colombienne appelée Cumbia. Cependant, Gonzalez utilise en fait les bases de Cumbia, mais avec une touche mélodique de hip hop. Sans se limiter à un seul style musical, il tente d'incorporer différents styles comme le hip hop, le rap, le reggaeton, la ballade, la salsa, le rock and roll, et même le jazz. Un exemple de ceci est la chanson Equation of Love qui est devenue l'une de ses œuvres les plus acclamées. Gonzalez a également réalisé un remix de la chanson El Perdón d’Enrique Iglesias et de Nicky Jam avec des touches personnelles de rap, illustrant clairement sa tentative de fusionner différents genres musicaux. Toujours en 2010, Gonzalez a présenté le clip de Kaya Je ne peux pas vous sortir de mon esprit en tant que responsable de Kaya Rosenthal. À partir de 2016, Gonzalez préparait son premier album solo, intitulé AwakIn qui comportera des chansons en anglais et en espagnol avec un mélange de rythmes latins, de rap et pop américains.

### Télévision et cinéma
En janvier 2007, à l’âge de 16 ans, Gonzalez a déménagé à Los Angeles, en Californie, pour étudier et chercher plus d’opportunités. Pendant ce temps, il a trouvé la possibilité d’auditionner pour Making Menudo. Souvent, il était avec un groupe d'adolescents qui chantait en espagnol milieu des années 1970 dirigé par le producteur Edgardo Diaz. Plusieurs ont commencé avec ce groupe de garçons étonnants en pop latine, qui comprenait Ricky Martin, Ray Reyes et Draco Rosa. En 2007, les nouveaux propriétaires de ce quintet de pop latine ont commencé avec un projet de nouvelles chansons en espagnol et en anglais. Gonzalez était un aspirant à ce projet. Lui et d'autres gars ont voulu sauver l'énergie du groupe légendaire en créant Making Menudo, un programme conçu pour évoquer les années d'or. Gonzalez n'a pas passé l'audition initiale à Los Angeles en Californie. Mais après avoir pris des cours de danse, il a essayé à nouveau, auditionnant pour la deuxième fois à Dallas au Texas. Cette audition a été plus réussie et il a été sélectionné par le chanteur Portoricain Luis Fonsi, ainsi que l’animateur radio Daniel Luna comme l’un des vingt-cinq participants qui iraient à New York où il serait filmé dans le cadre de la série Road to Menudo. La téléréalité a été diffusée sur MTV. « Cela semblait être quelque chose d'amusant que je voulais essayer » a déclaré Gonzalez à Joey Guerra dans son interview pour sa participation à cette émission de téléréalité. Making Menudo a donné à Gonzalez, ainsi que quatorze autres artistes, les moyens de se former au chant et à la danse à South Beach, à Miami, en Floride pendant près de quatre mois. Le spectacle a été tourné pendant l'été sous l'œil attentif de Johnny Wright, qui a supervisé les carrières des Backstreet Boys, N Sync, Justin Timberlake et Janet Jackson. Gonzalez a fait partie des sept concurrents qui ont reçu une formation vocale avec David Coury et une formation de danse avec le chorégraphe Aníbal Marrero. Des membres de la distribution de Making Menudo tels que Carlos Olivero et Trevor Brown sont apparus sur scène avec l'animateur Damien Fahey lors de l’émission MTV Total Request Live à MTV à Times Square le 23 octobre 2007 à New York.
Après sa participation à Making Menudo, Gonzalez s'est concentré sur sa carrière d’acteur, réussissant à participer à plusieurs programmes télévisés, tels que Locked Up Abroad (diffusé par Discovery Channel), Hard Times et Parenthood. Il a également fait partie de la distribution de la célèbre série Parks and Recreation où il a travaillé avec Amy Poehler, Aziz Ansari et Fred Armisen dans l'épisode Sister City, où il joue le rôle de Jhonny, un stagiaire vénézuélien.
En 2010, Gonzalez a travaillé avec Ariana Grande sur Victorious, Une chaleur infernale (Survival of the Hottest), épisode d'une comédie américaine diffusée à l'origine sur Nickelodeon. Gonzalez a joué dans Los Americans, un programme Internet qui a été lancé en mai 2011. Dans ce programme, Juan Camilo a joué un rôle de premier plan, (Pablo Valenzuela) et a travaillé avec de grandes stars comme Esai Morales, Tony Plana, Raymond Cruz et Lupe Ontiveros.
En 2013, Gonzalez a joué avec Julia Stiles dans la série Web Blue (web-série), dans l'épisode Quel genre de nom est bleu?. Gonzalez a travaillé sur d'autres séries Web, telle que Ragdoll. Egalement en 2013 et en 2015, Gonzalez a joué le rôle de Jake dans la série NCIS : Nouvelle-Orléans, épisode Le Blues de Noël (Blue Christmas). En 2016, Gonzalez a sorti son premier album,2MoonS. Cet album contient des chansons originales, écrites en anglais et en espagnol, avec des rythmes et des mélodies influencées par sa culture hispanique et anglo-saxonne.
Dans l'interview accordée à Estela Monterrosa pour le portail La Cháchara en mars 2018, l'auteur-compositeur-interprète évoque son travail autodidacte et explique comment grâce à son engagement, il a réussi à rester dans le monde de la musique. Le chanteur a déclaré: « Il n’y a aucune excuse pour ne pas apprendre et nous éduquer nous-mêmes lorsque nous avons toutes les informations dans la paume de notre main. » Aussi dans une autre interview à Montréal, au Canada, par Germán Posada dans le Programme Ponctuel & Direct, l'artiste dit qu'il « a toujours voulu être une star et il s'efforce d'atteindre cet objectif tous les jours. » Dans différentes publications, l'artiste JC Gonzalez a été nommé Le Seigneur de la musique pop, car dans ses compositions la femme est mise en valeur, transmettant l'amour et la sensibilité, laissant de côté le contenu aigu qui est récurrent dans les nouveaux genres musicaux. Dans le journal Bonjour tout le monde, le musicien a dit qu'il « travaille sur plusieurs chansons avec des goûts de Davis Christian, célèbre écrivain qui a été sur des projets avec Christina Aguilera, Backstreet Boys, Britney Spears, Lil Wayne, Kendrick Lamar et Tyga. » Dans une entrevue avec Colmundo Radio, JC dit que « sa musique n'a pas de genre et défend des idéaux, les femmes et l’amour. Il ne catalogue pas non plus ses mélanges dans un rythme défini. Pour lui, c'est une fusion de rythmes afro-latins qui l’aident à générer de nouveaux aspects musicaux. »
L'artiste a connu un grand succès dans sa carrière. Ses performances dans des séries télévisées comme, 9-1-1 , NCIS : Enquêtes spéciales, Je ne le fais pas et Emprisonnés à l' étranger, entre autres lui ont ouvert des portes et l'ont aider à continuer à se faire un nom. Elles lui ont également permis de partager avec des artistes comme Billy Bob Thornton dans Goliath (série télévisée), Ariana Grande dans Victorious, Amy Poehler et Aubrey Plaza dans Parks and Recreation, Julia Stiles dans Blue (web-série), Raymond Cruzet, Esai Morales dans Los Americans et bien d'autres.

## Activités de bienfaisance
Gonzalez a écrit la chanson Safe Passage et a chanté pour le Thrive Integrative Wellness of Women de Watts & Beyond en Californie aux États-Unis. Il a participé à  plusieurs festivals en faveur de la lutte contre la violence domestique et cherche à être celui qui parle et chante pour les survivants de violences familiales afin de sensibiliser et faire écho aux personnes contre la violence domestique. Gonzalez soutient également des associations à but non lucratif pour lutter contre le cancer de la prostate et d'autres organisations pour aider à prévenir le cancer. Depuis son enfance, il a participé à des événements à l'Hôpital Shriners pour enfants de Houston pour aider les enfants avec des conditions similaires à celle de son frère cadet Daniel. Depuis 2001, il a été bénévole dans différents programmes, car il a toujours promu et soutenu des projets musicaux au Texas et en Californie qui sensibilisent et collectent des fonds pour différentes causes sociales.

## Filmographie

### Film et vidéo
| Année | Titre                                                         | Rôle                             | Notes                               |
| ----- | ------------------------------------------------------------- | -------------------------------- | ----------------------------------- |
| 2009  | Second Coming                                                 | Officier de Police (Juan Camilo) | Vidéo                               |
| 2012  | Slumber Party Slaughter                                       | Randy                            | Film                                |
| 2014  | 11:11                                                         | Ryan                             | Court métrage                       |
| 2015  | Hot Flash: The Chronicles of Lara Tate - Menopausal Superhero | Cock Block                       | Film                                |
| 2015  | Elena                                                         | Victor                           | Court métrage                       |
| 2017  | More Than Enough (titre original : Good After Bad)            | Collin                           | Film du réalisateur Anne-Marie Hess |
| 2018  | Ernesto's Manifesto                                           | Logan                            | Film                                |

### Télévision
| Année | Titre                                                         | Rôle                               | Notes                                                                                                   |
| ----- | ------------------------------------------------------------- | ---------------------------------- | --- |
| 2007  | Menudo (band)                                                 | JC                                 | MTV Télé Réalité                                                                                        |
| 2008  | Voyage au bout de l'enfer                                     | Le frère de Lia McCords            | Épisode : Bangladesh National Geographic Channel                                                        |
| 2009  | Second Coming                                                 | Officier de Police (Juan Camilo)   | Vidéo                                                                                                   |
| 2009  | Parks and Recreation                                          | Johnny                             | Épisode : "Sister City"                                                                                 |
| 2009  | 15/A                                                          | Le fils de Cindy Lee               | Cindy Lee (Paola Turbay)                                                                                |
| 2010  | The Hard Times of RJ Berger                                   | Danseur avec le couteau with knife | Épisode La saillie de RJ (The Berger Cometh)                                                            |
| 2010  | Victorious                                                    | Ben                                | Épisode : Une chaleur infernale                                                                         |
| 2010  | Parenthood                                                    | Le jeune homme de la Fraternité    | Épisode : L'épreuve du feu                                                                              |
| 2011  | Los Americans                                                 | Paul Valenzuela                    | Épisodes : The Truth Hurts ; Happy Birthday ; Going to Mexico ; The Legacy et plusieurs autres épisodes |
| 2011  | Big Time Rush                                                 | Costart                            | Épisode : Saison 2 (2010-2012), La Grève (Big Time Strike)                                              |
| 2012  | How to Rock                                                   | Joueur de football Bully           | Épisode : How to Rock a Newscast                                                                        |
| 2012  | Slumber Party Slaughter                                       | Randy                              | Film |
| 2013  | RagDolls                                                      | Mateo                              | Épisodes : Bésame Mucho; The Sexy Bra; Undercover Date Agent; The Pot Shop                              |
| 2014  | C'est pas moi !                                               | Mike                               | Épisode : Première saison (2014), Lindy sait tout.                                                      |
| 2015  | Hot Flash: The Chronicles of Lara Tate - Menopausal Superhero | Cock Block                         | Série télé                                                                                              |
| 2015  | Elena                                                         | Victor                             | Série télé                                                                                              |
| 2015  | NCIS : Nouvelle-Orléans                                       | Jake                               | Épisode : Le Blues de Noël (Blue Christmas)                                                             |
| 2016  | Good After Bad (série télévisée)                              | Collin                             | Série télé                                                                                              |
| 2018  | 9-1-1                                                         | Kyle                               | Série télé                                                                                              |
| 2018  | Goliath                                                       | DJ Diego Spiz                      | Série télé                                                                                              |

### Épisodes en ligne
| Année | Titre         | Rôle                 | Notes                                                     |
| ----- | ------------- | -------------------- | --------------------------------------------------------- |
| 2010  | 15/A          | Le fils de Cindy Lee |                                                           |
| 2011  | Los Americans | Paul Valenzuela      | Dirigé par Dennis E. Leoni                                |
| 2013  | Blue          | Harry                | Episode : What Kind of a Name Is Blue? par Rodrigo Garcia |

### Publicités
| Publicité                    | Rôle      | Chaine                       |
| ---------------------------- | --------- | ---------------------------- |
| Honda Fit (anglais/espagnol) | Principal | Nationale                    |
| Jack in the Box (Espagnol)   | Principal | Nationale                    |
| HCCS Fall Commercial         | Principal | Régionale                    |
| Nerf Vulcan Hasbro           | Principal | Régionale                    |
| Academy Sporting Goods       | Principal | Régionale                    |
| Houston Community College    | Principal | Régionale (Institutionnelle) |
| National                     | Principal | En ligne                     |
| Fiesta Rock                  | Principal | Régionale                    |
| Connect EDU                  | Principal | En ligne                     |
| Nintendo Wii                 | Principal | Nationale                    |
| KFC                          | Principal | Nationale                    |
| AT&T                         | Principal | Nationale                    |
| Ford Focus                   | Principal | Nationale                    |